# Daoiz Uriarte
Daoiz Gerardo Uriarte Araújo (Montevideo, 24 de setiembre de 1956) es abogado, profesor y político uruguayo de origen español. Actualmente Director del Instituto de Derechos Humanos de la Facultad de Derecho de la Universidad de la República. Fue diputado, vicepresidente de la empresa estatal de agua y saneamiento uruguaya Obras Sanitarias del Estado, además de presidente de la Agencia Nacional de Vivienda (ANV) y ejercer interinamente como director del Instituto Nacional de Colonización. Es de estado civil divorciado, tiene dos hijos y dos nietos. Es primo hermano del Dr. Gonzalo Uriarte Audi

## Actividad académica
Recibió el título de Doctor en Derecho y Ciencias Sociales de la Universidad de la República en 1987. Es Especialista en Derecho Laboral de la Facultad de Derecho de esa Universidad y en Relaciones Laborales (Italia). Profesor en Derechos Humanos desde 1994.

## Actividad profesional
Ha sido asesor de algunos de los Sindicatos públicos más importantes del Uruguay como:
- SUTEL (Sindicato Único de Telecomunicaciones) desde 1989.
- AODAMTOP (Asociación de Obreros de Arquitectura del MTOP) desde 1991.
- FENAPES (Federación Nal. de Profesores de Secundaria), 1993 - 1998.

Así como también de distintas organizaciones sociales como:
- Fedefam Uruguay 1989 - 1994
- Amnistía Internacional (1996).

Es conocido también por ser el abogado del ex Intendente de Montevideo y Ministro de Vivienda, arquitecto Mariano Arana

## Actividad política
Comienza la militancia política desde muy temprana edad, vinculado a grupos estudiantiles. Participó de los Grupos de Acción Unificadora. A los 18 años de edad y tras el Golpe de Estado de 1973, fue detenido y encarcelado por más de 2 años. Estuvo la mayoría de ese tiempo en el penal de Punta Carretas.
Restaurada la democracia en el Uruguay, participa del partido de "Izquierda Democrática Independiente", más conocida como la IDI. Desde 1989 integra la Vertiente Artiguista, sector perteneciente al Frente Amplio. Actualmente titular en la Directiva Nacional de su sector.
En el año 2000 es nombrado Asesor Letrado de la Junta Departamental de Montevideo, cargo al que renunció en el 2005 para asumir como Secretario General de OSE.
Participó de la comisión especial del FA que elaboró en el año 2010, el proyecto de Ley Interpretativa de la Ley de Caducidad de la Pretensión Punitiva del Estado
El 15 de diciembre de 2013, en oportunidad de celebrarse la Asamblea Nacional de la Vertiente Artiguista, fue elegido presidente de la misma sustituyendo en el cargo al Prof. Enrique Rubio.

## Obras
- Los derechos humanos y el gobierno municipal, (Junta Departamental de Montevideo, 2009)[11]
- Curso de Derechos Humanos y sus garantías, (Fundación de Cultura Universitaria, 2013)[12][13]